# Eugen Doga
Eugen Doga (n. 1 martie 1937, Mocra, RSS Ucraineană, URSS – d. 3 iunie 2025, Chișinău, Republica Moldova) a fost un compozitor moldovean, membru titular al Academiei de Științe a Moldovei (1992).

## Biografie
Eugen Doga s-a născut la data de 1 martie 1937 în satul Mocra din Transnistria. În copilărie, a fost familiarizat cu muzica lui Gheorghe Murga. A studiat la Școala de muzică „Ștefan Neaga” din Chișinău (1951-1955), apoi la Conservatorul de stat din Chișinău (1955-1960), la clasa de violoncel a lui G. Hohlov și la Institutul de Arte „Gavriil Muzicescu” din Chișinău (1960-1965), la clasa de compoziție a profesorului Solomon Lobel.
Și-a început cariera de muzician ca violoncelist în Orchestra Comitetului de Stat al R.S.S.M. pentru Televiziune și Radiodifuziune (1957-1962). A predat apoi ca profesor la Școala de Muzică „Ștefan Neaga” din Chișinău (1962-1967) și a fost membru al colegiului redacțional și de repertoriu al Ministerului Culturii al RSS Moldovenești (1967-1972). La 1 ianuarie 1957, lucrarea sa „Cântec de anul nou” a fost transmisă la postul de radio moldovenesc, fiind interpretată de o orchestră de copii condusă de Șico Aranov. Aceasta a fost prima oară când o compoziție de-a sa a fost transmisă la radio.

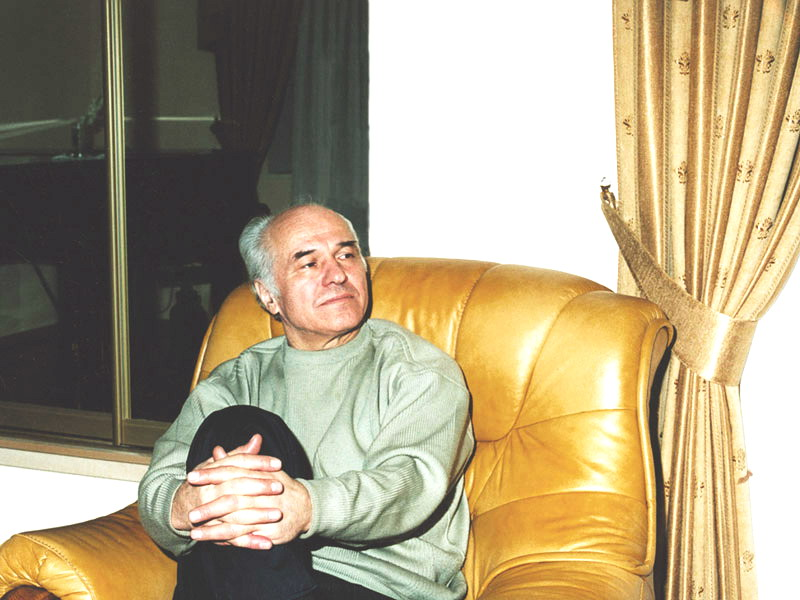
Eugen Doga

A debutat în arta componistică în anul 1963 cu un cvartet de coarde. Este autor al mai multor lucrări în genul muzicii de estradă, de film și de scenă. În afară de preocuparea sa de cinema, este autor al mai multor compoziții originale (cântece, lucrări camerale și balet).
A compus mai multe cântece, printre care: „Curcubeul alb”, „Primăvara omenirii”, „Vocea omenească”; poeme simfonice, cum ar fi: „Inima veacului”. A compus o simfonie, piese instrumentale de cameră, romanțe, poemul simfonic „Mama”, ciclul pentru orchestra de estradă „Ritmuri citadine”, ciclul coral „Marș gigant”, 4 cvartete de coarde, cântece de estradă („Codrii mei frumoși”, „Cântec despre orașul meu”, „Cred în ochii tăi”, „Florile dragostei”, „Iubește, iubește”, „Am visat ploaia” etc.), cântece pentru copii („Imn soarelui”, „Fie soare întruna”, „Moș Crăciun” ș.a.). 
Eugen Doga a lucrat și în domeniul muzicii de film. El a debutat la studioul cinematografic Moldova-film în anul 1967, semnând muzica pentru comedia Se caută un paznic. A scris muzică la peste 200 de filme: Nunta la palat, Singur în fața dragostei, Zece ierni pe o vară, Explozie cu efect întârziat, Durata zilei, Casă pentru Serafim, Lăutarii, Șatra, Gingașa și tandra mea fiară, Ana Pavlova, Patul lui Procust etc. 
A contribuit la dezvoltarea filmului de animație din republică, realizând coloana sonoră a peliculelor „Capra cu trei iezi”, „Maria Mirabela”, serialul „Guguță” ș.a. A semnat muzica pentru spectacolele: „Radu Ștefan, întâiul și ultimul”, „Pe un picior de plai”, „Ce frumoasă este viața”, „Păsările tinereții noastre”, „Sfânta sfintelor”; baletele „Luceafărul” și „Venancia” ș.a.
Pe plan politic, Eugen Doga a fost membru al PCUS din 1976. El a fost ales ca deputat al poporului în Sovietul Suprem al R.S.S.M. în legislaturile IX - XI. Eugen Doga a fost deputat al poporului în Sovietul Suprem al URSS. El și medicul Timofei Moșneaga sunt singurii membri ai delegației moldovenești care semnează o scrisoare deschisă către Președintele URSS Mihail Gorbaciov în care au pledat pentru integritatea teritorială a Moldovei, condamnând mișcările separatiste din Stînga Nistrului.
De asemenea, a fost membru al Comitetului de conducere al Uniunii Compozitorilor din URSS și Uniunii compozitorilor din Moldova, vicepreședinte al UCM.
La sfârșitul anului 2015, strada pietonală Alexandru Diordiță din Chișinău a fost redenumită în strada Eugen Doga.
Eugen Doga și-a exprimat susținerea pentru mișcarea de unificare a Republicii Moldova cu România, criticând totodată și acțiunile anti-române ale regimului separatist din Transnistria.
A deținut și cetățenia rusă.
Eugen Doga a decedat la 3 iunie 2025. Ziua înmormântării sale a fost decretată zi de doliu național, în Republica Moldova.

## Distincții și decorații

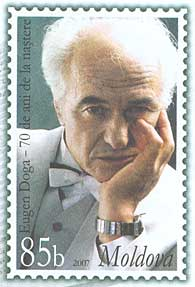
Eugen Doga reprezentat pe un timbru poștal din Republica Moldova

Eugen Doga a fost decorat cu distincții de stat ale Republicii Moldova precum și ale URSS, inclusiv titlurile de Maestru Emerit al Artei din Moldova, Artist al Poporului din R.S.S.M. (1967), Artist al Poporului din URSS (1987), laureat al Premiului „Boris Glăvan” al Comsomolului din Moldova, laureat al Premiului de Stat al R.S.S.M. (1980) și al Premiului de Stat al URSS (1986). 
În anul 1972 a primit „Scoica de Argint” la Festivalul Internațional de Film de la San Sebastian pentru muzica din filmul Lăutarii, iar în 1976 „Scoica de Aur” pentru coloana sonoră a filmului Șatra. 
În anul 1997 fost decorat cu Ordinul Republicii, iar în 2004 cu Ordinul „Steaua României” în grad de ofițer. În 2008 a primit Ordinul Pentru merite în fața Patriei (acordat de Rusia), Ordinul Dinamo România în grad de Comandor, Medalia „Mihai Eminescu” și Medalia de Aur „Omul secolului XX” (SUA, 1998). 
La data de 30 decembrie 1991, compozitorul Eugen Doga a fost ales ca membru titular al Academiei de Științe a Moldovei. De asemenea, Institutul Internațional de Cinematografie din Moscova i-a conferit titlul de Doctor honoris causa. Anul 2007 a fost declarat de autoritățile Republicii Moldova drept „Anul Eugen Doga”.
La 26 august 2008, președintele Republicii Moldova Vladimir Voronin i-a acordat Premiul de Stat pe anul 2008, „pentru contribuția de excepție la dezvoltarea artei muzicale naționale și universale”.
La 26 martie 2014, președintele României Traian Băsescu l-a decorat pe Eugen Doga cu Ordinul Național „Serviciul Credincios” în grad de Mare Ofițer.
Anul 2017 a fost declarat anul lui Eugen Doga în Moldova ca un omagiu adus aniversării a 80 de ani.
Din iulie 2025, Aeroportul Internațional Chișinău poartă numele lui Eugen Doga.

## Declarații
„Înainte de a asculta muzică, trebuie să curățăm distrugerea din propria casă, altfel riscăm să murim sub dărâmăturile ei.”
La 25 februarie 2023, în ajunul aniversării sale, într-un interviu acordat postului de radio din Chișinău Vocea Basarabiei, s-a pronunțat în favoarea reunirii rapide a Moldovei cu România. Potrivit compozitorului, cele două țări pot fi unite „într-o jumătate de oră”. Vorbind împotriva folosirii limbii ruse în Republica Moldova, compozitorul a remarcat cu nemulțumire că în satul natal din Moldova, Mocra, locuitorii folosesc cuvinte rusești. Potrivit compozitorului, acesta este rezultatul influenței „propagandei de la Kremlin” asupra oamenilor. Doga nu a ignorat nici contingentul rus de menținere a păcii din Transnistria. Potrivit compozitorului, trupele ruși de menținere a păcii „profanează pământul marelui Domn Ștefan cel Mare”. Anterior, Eugen Doga a cerut ca monumentele soldaților sovietici din Moldova să fie dărâmate: „...Acestea nu sunt monumente, sunt niște simboluri urâte, la fel ca svastica germană”.

## Filmografie

### Filme documentare
- Chișinău-Chișinău („Telefilm-Chișinău”, 1971)

### Filme de ficțiune
- Se caută un paznic (1967)
- Nuntă la palat (1968)
- Singur în fața dragostei (1969)
- Zece ierni pentru o vară (1969)
- Povârnișul (1970)
- Trânta (1970)
- Explozie cu efect întârziat (1971)
- Lăutarii (1971), regia Emil Loteanu
- Viforul roșu (1971)
- Vara ostașului Dedov (1971)
- Soare răsare (1972)
- Casă pentru Serafim (1972)
- Crestături spre amintire (1972)
- Unda verde (1974)
- Mânia (1974)
- Durata zilei (1974)
- Șatra (Табор уходит в небо – 1975), regia Emil Loteanu
- Povestea lui Făt-Frumos (1977)
- Care pe care (1977)
- Căruța (s.m., 1978)
- O dramă la vânătoare (Мой ласковый и нежный зверь/Moi laskovîi i nejnîi zver – 1978), regia Emil Loteanu
- Vreau să cânt (1979)
- Portretul soției pictorului (Портрет жены художника/Portret jenî hudojnika – 1981), regia Aleksandr Pankratov
- Ana Pavlova („Mosfilm”, 1983)
- Vânt sălbatic (1985)
- Luceafărul (1986)
- Telenovela „Regina Margo” (1996) Rusia[25]
- Patul lui Procust (2001)

### Filme de animație
- Punguța cu doi bani (1969)
- Petrică cel lăudăros (1973)
- Taina D.I.C. (1974)
- Banca lui Guguță (1975)
- Viforul negru (1981)
- Maria Mirabela (1981)
- Copiii, soarele și lumina (1981)
- Povestea trandafirului alb care putea să roșească (1982)
- Opriți trenul (1982)
- Maria Mirabela în Tranzistoria (1989)
- Capra cu trei iezi (2012)

## Muzică de balet
- Luceafărul: balet în 8 tablouri, libretul de Emil Loteanu după poemul omonim de Mihai Eminescu (1983)

## Muzică vocală de cameră
- Ochiul tău iubit - Ciclul vocal din șase romanțe, versuri de Mihai Eminescu (în română)
- Misterele nopții
- Dorința
- De-aș avea și eu o floare
- Peste vârfuri
- Ochiul tău iubit
- O rămâi (1984)
- Rugăciune
- Lumineze stelele - Romanță pentru voce și pian (în română; 2001)